# Tahyna Tozzi
Tahyna Valentina Tozzi (Cronulla, 24 aprile 1986) è un'attrice e modella australiana.

## Biografia
Tahyna Tozzi è cresciuta a Cronulla, vicino a Sydney con il padre italiano, la madre olandese e la sorella minore Cheyenne. Dall'età di 8 anni Tahyna fa la modella, passione che condivide con la sorella Cheyenne. La Tozzi ha frequentato la Woolooware High School dove si è diplomata nel 2003 con particolare distinzione per la recitazione e la musica. Tahyna è infatti in grado di suonare chitarra, pianoforte, sassofono e batteria. 
Nel 2006 prende parte al cast della prima stagione della serie televisiva Australian Broadcasting Corporation Blue Water High interpretando la parte della giovane surfista Perri Lawe.
Reciterà, nel 2009, nel film di Gavin Hood X-Men le origini - Wolverine, della serie di film degli X-Men, interpretando il ruolo di Emma Frost.

## Filmografia

### Cinema
- X-Men le origini - Wolverine (X-Men Origins: Wolverine), regia di Gavin Hood (2009)
- Beautiful - La bellezza che uccide (Beautiful), regia di Dean O'Flaherty (2009)
- Needle, regia di John V. Soto (2010)
- Trophy Kids, regia di Josh Sugarman (2011)
- The Last Light, regia di Andrew Hyatt (2014)
- Julia, regia di Matthew A. Brown (2014)
- The Ever After, regia di Mark Webber (2014)

### Televisione
- Blue Water High - serie TV, 27 episodi (2005-2006)
- CSI New York - serie TV, episodio 5x11 (2008)
- The Strip - serie TV, episodi 1x3, 1x11 e 1x13 (2008)
- Eleventh Hour - serie TV, episodio 1x17 (2009)
- CSI - Scena del crimine (CSI: Crime Scene Investigation) - serie TV, episodio 10x1 (2009)
- Charlie's Angels (Charlie's Angels) - serie TV, episodio 1x3 (2011)

### Cortometraggi
- Scary Endings - serie (2015)
- The Fifty, regia di Tahyna MacManus (2017)
- Puppets vs. People: Wonder Woman, regia di Blake Fraser (2017)

## Doppiatrici italiane
Nelle versioni in italiana delle opere in cui ha recitato, Tahyna Tozzi è stata doppiata da:
- Francesca Manicone in Blue Water High
- Tiziana Martello in Beautiful – La bellezza che uccide
- Letizia Scifoni in X-Men: le origini - Wolverine
- Elena Morara in CSI - Scena del crimine